# Laguna Aricota
La laguna Aricota se encuentra en el departamento de Tacna, provincia de Candarave, Distrito de Curibaya, en Perú. Se ubica a 2800 m.s.n.m y acumula entre 80 millones y 280 millones de m³ en una superficie de 1440 km². Los ríos Salado y Callazas son tributarios de la laguna.
Alberga en sus aguas la truchas arco iris, además es hábitat de aves como patillos y guallatas. Allí se encuentra la central hidroeléctrica de Aricota que abastece a Moquegua y Tacna.